# Эгоистическая погрешность
Эгоистическая погрешность, или эгоистическое предубеждение (англ. self-serving bias), — когнитивный механизм поддержания или повышения самооценки. Также это теория о том, что люди склонны приписывать успех своим способностям и усилиям, а неудачи — внешним факторам. Эти когнитивные тенденции, с одной стороны, способствуют созданию иллюзий и заблуждений, а с другой — позволяют поддерживать уважение к себе и членам своей группы. Исследования показали распространённость погрешности этого типа в различных областях, таких как работа, межличностные отношения, спорт и потребительское поведение.
Влияние на проявление эгоистической погрешности оказывают как мотивационные процессы (например, саморазвитие, самопрезентация), так и когнитивные (например, локус контроля). На проявление погрешности влияют кросс-культурные (то есть индивидуалистические и коллективистские) и клинические факторы (например, депрессия). В большинстве исследований эгоистической погрешности использовались самоотчеты участников об атрибуции, основанные на манипулировании результатами задания или в естественных ситуациях. Однако некоторые современные исследования сместили акцент на физиологические факторы, такие как эмоциональное возбуждение и нервная активация.

## История
Теория эгоистической погрешности впервые привлекла внимание ученых в конце 1960-х — начале 1970-х годов. В 1971 году Фриц Хайдер обнаружил, что в неоднозначных ситуациях люди ищут причины, исходя из желания поддерживать более высокую самооценку. Эта тенденция и получила название эгоистической погрешности. В 1975 году Миллер и Росс впервые провели исследование, в котором оценивали не только собственно погрешность, но и объяснение успехов и неудач индивидом в рамках этой теории. Они утверждали, что корыстное предубеждение рационально и не зависит от потребности в самооценке. Это означает, что если исход события соответствует ожиданиям человека, то причины этого относятся на свой счет. С другой стороны, если результат не соответствует ожиданиям, индивид зачастую склонен обвинять кого угодно, но не себя, то есть возникает эгоистическая погрешность.

## Факторы

### Мотивация
Выделяют два типа мотивации эгоистической погрешности: самоусовершенствование и самопрезентация. Самоусовершенствование направлено на поддержание самооценки. Самопрезентация относится к стремлению передать желаемый образ окружающим. В сочетании с когнитивными факторами мотивация направлена на то, чтобы при любом исходе трактовать результаты наиболее приемлемым для индивида способом.

### Локус контроля
Локус контроля — одно из главных последствий типа атрибуции. Люди с внутренним локусом контроля считают, что они лично контролируют различные жизненные ситуации и что результат определяется их собственными поступками. Те же, у кого локус контроля внешний, считают, что исход событий определяют внешние силы, случай и удача и что их действия не могут ничего изменить. Люди с внешним локусом контроля с большей вероятностью демонстрируют эгоистическую погрешность после неудачи, чем люди с внутренним локусом контроля. В отношении успешных результатов разница в типах атрибуции не так заметна.

### Пол
Исследования показали небольшое расхождение в использовании ЭП между мужчинами и женщинами. В опросах, посвященных взаимодействию партнёров в парах, мужчины были более склонны приписывать негативные мотивы своим партнерам, чем женщины.

### Возраст
Было показано, что пожилые люди чаще приписывают отрицательные последствия внутренним причинам, чем внешним. Различие типов атрибуции в разном возрасте указывает на то, что у пожилых людей возникновение эгоистической погрешности (ЭП) менее вероятно.

### Культура
Есть свидетельства межкультурных различий в тенденции проявлять ЭП в индивидуалистических (западных) и коллективистских (незападных) обществах. В коллективистских культурах особенно важны семейные и групповые цели. Напротив, в индивидуалистических обществах важнее индивидуальные цели, что увеличивают потребность людей в этих культурах защищать и повышать свою личную самооценку. В литературе приводятся различия между Бельгией, Западной Германией, Англией и Южной Кореей. Например, исследование Кудо и Нумудзаки показало, что японцы не склонны к проявлению ЭП.

### Самооценка и эмоции
Эмоции могут влиять на чувство собственного достоинства, что, в свою очередь, меняет потребность в защите собственной личности. Считается, что люди с более высокой самооценкой больше нуждаются в защите последней и поэтому чаще проявляют ЭП, чем люди с более низкой самооценкой. Эксперимент показал, что участники, которые испытывали эмоции вины или отвращения, с меньшей вероятностью применяли ЭП как в случае успеха, так и для самозащиты при неудачах. Коулман пришел к выводу, что эмоции вины и отвращения приводят к падению самооценки и, следовательно, к уменьшению использования ЭП.

### Эволюционная природа
Американский психолог Сти́вен Пи́нкер считает, что эгоистическая погрешность — это эволюционная цена, которую человечество платит за возможность быть «общественными животными». Свою мысль Пинкер объясняет тем, что жизнь в социуме требует повышенного доверия к членам этого социума и следовательно повышенной оценки их моральных и других качеств. При этом повышенная оценка своей группы часто оказывается вымышленной. Такого рода искажения получили название морализаторский разрыв. Другим частным примером эгоистической погрешности является эффект сверхуверенности.

### Религия
Корыстное предубеждение или эгоистическая предвзятость (англ. Self-Serving Bias, SSB) существует там, где предпочтения человека оптимистично влияют на его убеждения, заставляя самому себе казаться лучше, чем он есть с объективной точки зрения. Исследователи отмечают, что часто религиозность с её нравственно-моральными устоями, несмотря на разнообразные негативные формы, присущие некоторым религиозным догматам, в целом, связана с волонтёрством, нематериалистическими ценностями, благотворительностью и самоотречением, что усиливает положительные эмоции, повышающие самооценку.
Проводя сравнительный анализ между двумя религиозными группами с социально-психологической точки зрения, учёные сравнивали степень эгоистической предвзятости (SSB) у 400 участников. В ходе исследования они выяснили, что люди следуют своим религиозным ценностям, убеждениям и практикам и используют их в повседневной жизни. Несмотря на вариативность исследований, часто SSB была относительно сильнее у христиан, чем у буддистов. В основном, верующие люди, несмотря на некоторую предвзятость по отношению к успехам и неудачам, часто демонстрируют, что религиозность остаётся очень значимым фактором в множественных линейных регрессиях, что положительно влияет на оценки SSB.
Исследуя религиозные группы, учёные также отмечают, что религия помогает людям — она способствует саморазвитию в областях, которые являются центральными для их самооценки. Исследователи находили в религиозных группах очень ограниченную поддержку корыстной предвзятости (SSB).

## Практические последствия

### Депрессия
Пациенты с клинической депрессией используют ЭП реже, чем здоровые. В исследовании, посвященном влиянию настроения на вероятность возникновения ЭП, настроением участников манипулировали как в положительном, так и отрицательном направлении. Участники с негативным настроением с меньшей вероятностью приписывали успешные результаты себе, чем участники с позитивным настроением, приписывая успех внешним факторам. Было высказано предположение, что негативное настроение у людей с депрессией, а также то, что их внимание сосредоточено на себе, объясняют, почему группы с клинической депрессией с меньшей вероятностью проявляют ЭП, чем нормальные группы населения.